# كريستيان هوسمان
كريستيان هوسمان (بالألمانية: Christian Hausmann) (21 نوفمبر 1963 في ألمانيا - ) هو لاعب كرة قدم ألماني في مركز الوسط. شارك مع منتخب ألمانيا الأولمبي لكرة القدم. أما مع النوادي، فقد لعب مع باير 04 ليفركوزن ونادي نورنبرغ ونادي هرتا برلين وبلو فايس برلين وFüchse Berlin Reinickendorf ‏.

## وصلات خارجية
- كريستيان هوسمان على موقع قاعدة بيانات كرة القدم.إي يو (الإنجليزية)
- كريستيان هوسمان على موقع بيانات كرة القدم. دي إي (الألمانية)
- كريستيان هوسمان على موقع عالم كرة القدم.نت (الإنجليزية)